# Municipio de Middlesex (condado de Butler)
El municipio de Middlesex (en inglés: Middlesex Township) es un municipio ubicado en el condado de Butler en el estado estadounidense de Pensilvania. En el año 2000 tenía una población de 5.586 habitantes y una densidad poblacional de 93.9 personas por km².

## Geografía
El municipio de Middlesex se encuentra ubicado en las coordenadas 40°41′57″N 79°55′28″O / 40.69917, -79.92444.

## Demografía
Según la Oficina del Censo en 2000 los ingresos medios por hogar en la localidad eran de $49,743 y los ingresos medios por familia eran $56,199. Los hombres tenían unos ingresos medios de $40,827 frente a los $28,342 para las mujeres. La renta per cápita para la localidad era de $23,508. Alrededor del 3,9% de la población estaban por debajo del umbral de pobreza.